# Pattranite Limpatiyakorn
Pattranite Limpatiyakorn (tiếng Thái: ภัทรานิษฐ์ ลิ้มปติยากร; sinh ngày 23 tháng 5 năm 2000), còn có nghệ danh là Love (เลิฟ), là một nữ diễn viên người Thái Lan. Cô hiện đang làm việc tại GMMTV sau khi vượt qua buổi thử giọng vào năm 2018. Tác phẩm đầu tiên của cô là loạt phim He's Coming to Me (2019) và tác phẩm giúp cô được công nhận là loạt phim 2gether: The Series (2020). Cô cũng được đánh giá cao với vai diễn si tình với các cô gái trong loạt phim Bad Buddy (2021).

## Đời tư
Pattranite sinh ngày 23 tháng 5 năm 2000. Cô là con đầu lòng của cha mẹ cô, vì lý do đó mà cha cô đặt biệt danh cho cô là "Love". Pattranite có một em gái và một em trai.
Pattranite theo học tại trường Mater Dei, nơi cô theo học chương trình tiếng Pháp vì cô muốn trở thành một nhà ngoại giao. Sau khi tốt nghiệp tại trường, cô theo học trường Cao đẳng Đổi mới Truyền thông Xã hội, đại học Srinakharinwirot, nơi cô theo học chuyên ngành nghệ thuật biểu diễn (diễn xuất và đạo diễn cho điện ảnh).

## Sự nghiệp
Trước khi trở thành diễn viên, Pattranite từng làm người mẫu cho các tạp chí và đóng vai chính trong các quảng cáo trên truyền hình, lần đầu tiên cô tham gia cuộc gọi tuyển diễn viên vào năm thứ năm trung học của mình. Năm 2018, cô tham gia buổi thử giọng có tên Go On Girl Star Search do GMMTV và Clean & Clear tổ chức để tuyển nữ diễn viên mới. Sau khi vượt qua buổi thử giọng, cô đã trở thành một diễn viên của GMMTV. Tác phẩm đầu tiên của cô là loạt phim He's Coming to Me (2019), tiếp theo là một vai trong loạt phim Blacklist (2019).
Cô bắt đầu được công nhận nhờ vai diễn của mình trong loạt phim 2gether: The Series (2020). Pattranite đã tiếp tục diễn vai tương tự trong các spin-off, Still 2gether (2020) và 2gether: The Movie (2021).
Năm 2021, vai người yêu của các cô gái "Pa" do cô thể hiện trong loạt phim Bad Buddy, trong đó cô đóng cặp với "Ink" (do Pansa Vosbein thủ vai) đã nhận được nhiều lời khen ngợi, giúp hashtag "#อิ๊งภา" ("#InkPa") trở thành xu hướng trên mạng xã hội. Cùng năm, cô cho ra mắt thương hiệu mỹ phẩm của riêng mình mang tên "Twenty Wendy".

## Danh sách phim

### Phim truyền hình
| Năm  | Tên phim                 | Nhân vật | Đài    | Ghi chú   | Tham khảo |
| ---- | ------------------------ | -------- | ------ | --------- | --------- |
| 2019 | He's coming to me        | Kwan     | GMM 25 | Khách mời | [ 3 ]     |
| 2019 | Blacklist                | Phukkad  | GMM 25 | Vai phụ   | [ 3 ]     |
| 2020 | 2gether: The Series      | Pear     | GMM 25 | Vai phụ   | [ 4 ]     |
| 2020 | Still 2gether            | Pear     | GMM 25 | Vai phụ   | [ 4 ]     |
| 2021 | Bad Buddy                | Pa       | GMM 25 | Vai phụ   | [ 7 ]     |
| 2022 | Vice Versa               | Prae     | GMM 25 | Khách mời | [ 8 ]     |
| 2023 | Home School              | Pleng    | GMM 25 | Vai chính |           |
| 2023 | 23.5 độ nghiêng trái đất | Sun      | GMM 25 | Vai chính |           |
| 2023 | You Fight, and I Love    | Noo      | GMM 25 | Vai chính |           |
| 2025 | Whale Store xoxo         | Maewnam  | GMM 25 | Vai chính |           |
| 2025 | Girl Rule (TBA)          | Gorya    | GMM 25 | Vai chính |           |

### Phim điện ảnh
| Năm  | Tên phim           | Nhân vật | Tham khảo |
| ---- | ------------------ | -------- | --------- |
| 2021 | 2gether: The Movie | Pear     | [ 9 ]     |
| 2022 | Alone in Outing    | Bell     |           |

### TV show
| Năm  | Tên                                   | Đài          | Ghi chú        |
| ---- | ------------------------------------- | ------------ | -------------- |
| 2018 | School Rangers                        | GMM 25       | Tập 141–142    |
| 2018 | Beauty & The Babes My First Date      | GMM 25       | Tập 1          |
| 2018 | Talk with Toey One Night              | GMM 25       | Tập 67         |
| 2019 | Arm Share                             | LINE TV      | Tập 82–83, 104 |
| 2020 | Off Gun Fun Night: Season 2 Special   | GMM 25       | Tập 4          |
| 2020 | Beauty & the Babes Season 3           | GMM 25       | Tập 3, 5       |
| 2020 | GoyNattyDream - Tell Me All About You | Youtebe      | Tập 48         |
| 2020 | Two Tigers                            |              | Tập 2, 4, 22   |
| 2021 | Talk with ToeyS                       | GMM 25       | Tập 70         |
| 2021 | Live At Lunch Season 2                |              | Tập 19         |
| 2022 | Ohm Nanon Upvel                       | GMM 25       | Tập 11         |
| 2022 | 10 Fight 10 Season 3                  | Workpoint TV | Tập 3          |

### Video ca nhạc
| Năm  | Tên                                              | Ca sĩ                              | Tham khảo |
| ---- | ------------------------------------------------ | ---------------------------------- | --------- |
| 2020 | "You're So Beautiful"                            | Perawat Sangpotirat (Krist)        | [ 3 ]     |
| 2020 | "Dao Tho Prakai" (tiếng Thái: "ดาวทอประกาย")     | Atipat Na Songkla (Chino)          | [ 10 ]    |
| 2021 | "Ying Klai Ying Klua" (tiếng Thái: "ยิ่งใกล้ยิ่งกลัว") | Atipat Na Songkla (Chino)          | [ 11 ]    |
| 2021 | "Won't U Come Back?"                             | Niwirin Limkangwalmongkol (Bambam) | [ 12 ]    |
| 2021 | "For What?"                                      | Suparerk Bunyanan (Ninew)          | [ 13 ]    |

## Giải thưởng
| Năm  | Giải thưởng                                | Hạng mục                              | Đề cử               | Kết quả   | Ghi chú |
| ---- | ------------------------------------------ | ------------------------------------- | ------------------- | --------- | ------- |
| 2020 | 12th Nataraja Awards                       | Best cast                             | 2gether: The Series | Đề cử     | [ 14 ]  |
| 2021 | KAZZ Awards 2021                           | Rising star of the year (female)      | Love                | Đoạt giải | [ 15 ]  |
| 2022 | KAZZ Awards 2022                           | Beloved teenager of the year (female) | Love                | Đoạt giải | [ 16 ]  |
| 2024 | 2024 WTW Most Popular Female Artist        | Most popular female artist            | Love                | Đoạt giải | [ 17 ]  |
| 2024 | 2024 Thailand Headlines Person of the Year | Culture and entertainment             | Love                | Đoạt giải | [ 18 ]  |